# مرز تاجیکستان–چین

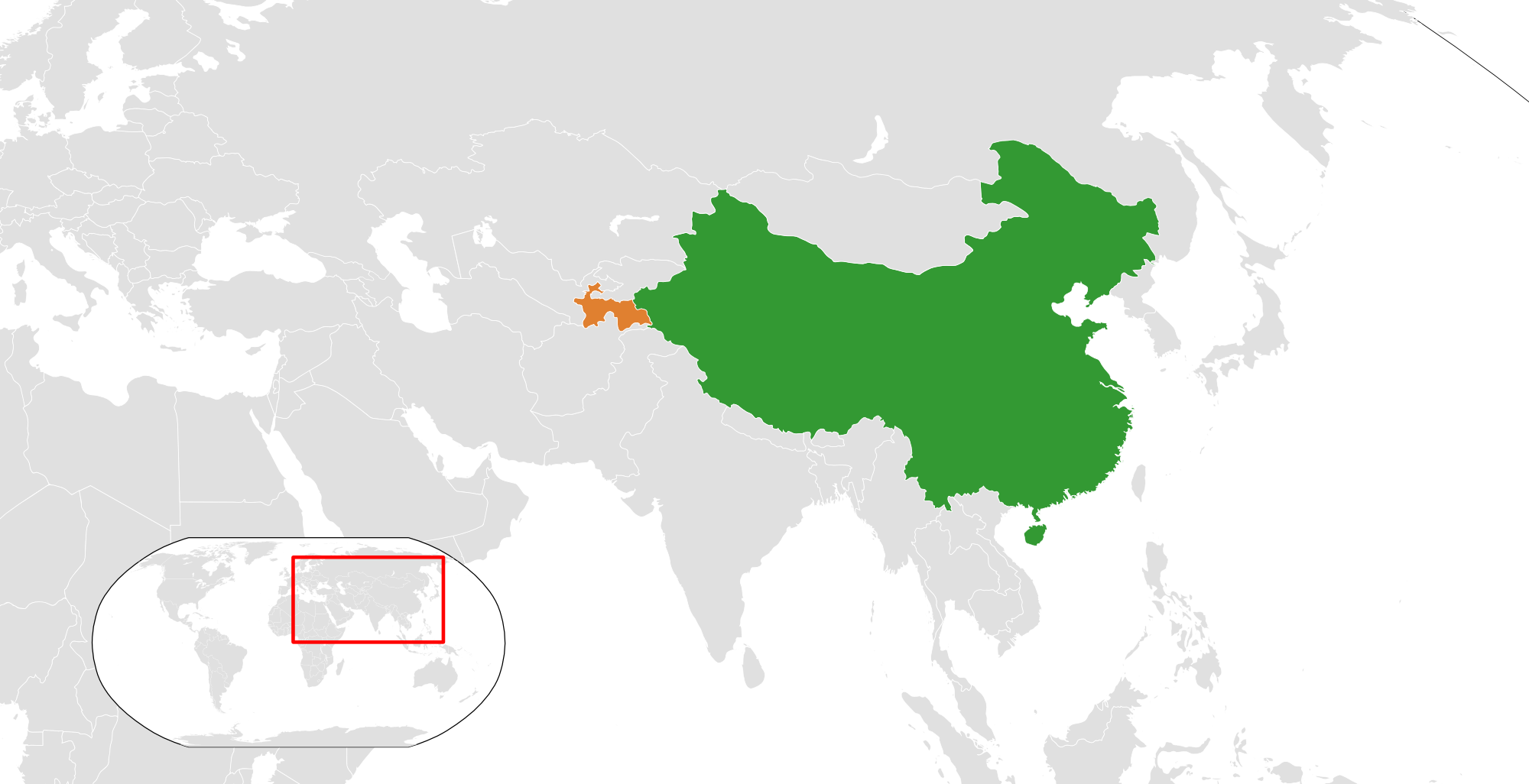
چین (سبز) و تاجیکستان (نارنجی)

مناقشه‌های ارضی چین (رنگ بنفش در سمت چپ منطقۀ مورد ادعایی چین در تاجیکستان که به بخش بسیار کوچکی از آن اکتفا کرد).

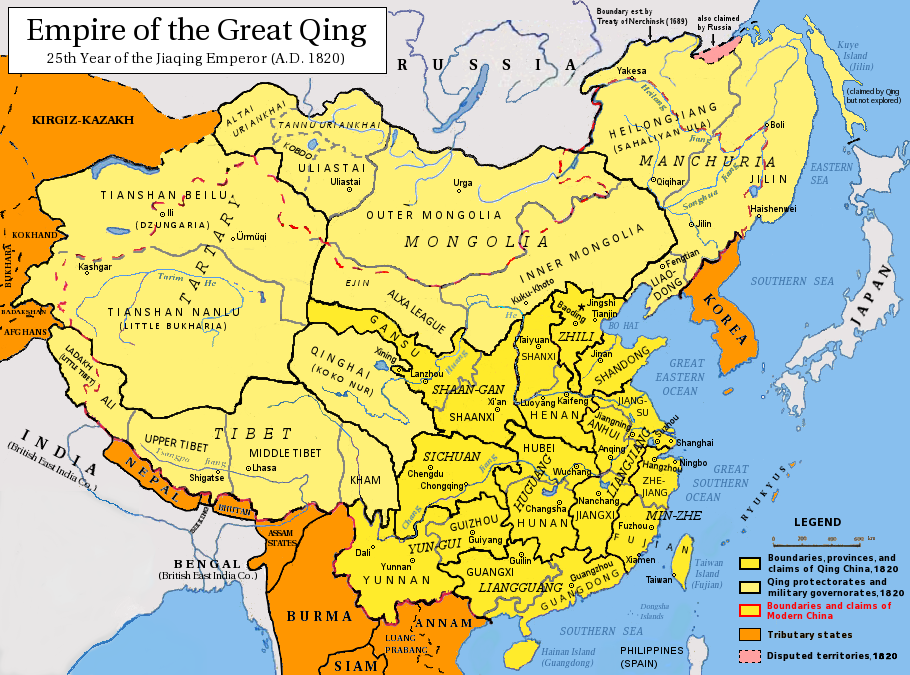
دودمان چینگ در ۱۸۲۰ میلادی.

مرز تاجیکستان–چین (انگلیسی: China–Tajikistan border) به صورت شمالی-جنوبی حدود ۴۱۴ کیلومتر طول دارد و شرق تاجیکستان (ولایت مختار کوهستان بدخشان) و منطقۀ غربی چین (سین‌کیانگ) را از هم جدا می کند. در شمال این منطقه مرز سه‌گانۀ چین، تاجیکستان و قرقیزستان و در جنوب آن مرز باریک میان تاجیکستان (ولایت مختار کوهستان بدخشان) و ولایت بدخشان افغانستان وجود دارد.

## پیشینه

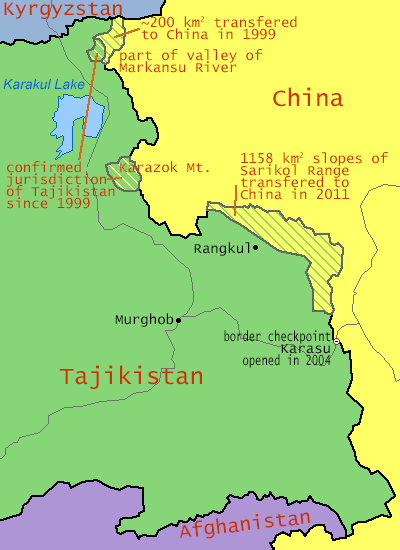

تاجیکستان در سال ۱۸۶۸ به روسیه ضمیمه شد. میان سال‌های ۱۹۱۷ تا ۱۹۲۱ تاجیک‌ها در برابر ارتش سرخ جنگیدند، اما این کشور در سال ۱۹۲۹ ضمیمۀ شوروی شدند. مرز کنونی در اصل بخشی از مرز طولانی میان شوروی و چین که از افغانستان تا مغولستان کشیده شده بود. در سال ۱۹۹۱ با انحلال شوروی تاجیکستان به استقلال رسید و این مرز از آن زمان مرز رسمی میان تاجیکستان و چین است.
در ژانویۀ سال ۲۰۱۱ تاجیکستان قرارداد ۱۹۹۹ را تصویب کرد که براساس آن و با توجه به منابع مختلف ۱٬۰۰۰، ۱٬۰۱۰ یا ۱٬۱۵۸ کیلومتر مربع (۳۸۶، ۳۹۰ یا ۴۴۷ مایل مربع) از زمین‌های کوه‌های پامیر به چین واگذار شود و اختلاف ۱۳۰ ساله را پایان داد و سبب شد تا چین از منطقۀ مورد ادعایش که بیش از ۲۸٬۰۰۰ کیلومتر مربع (۱۱٬۰۰۰ مایل مربع) از سرزمین تاجیکستان بود، چشم‌پوشی کند. وزیر امور خارجۀ تاجیکستان گفت که این مقدار حدود ۵٫۵ درصد از منطقه‌ای است که پکن برای به دست آوردن آن تلاش می‌کرده است. قابل ذکر است که هر مایل مربع در حدود ۲٫۵۹ کیلومتر مربع است.

## گذرگاه‌های مرزی
گذرگاه کولما (یا قولما یا قره‌سو) (انگلیسی: Kulma Pass or Qolma Pass,also referred to as Karasu Pass) تنها گذرگاه امروزی مرزی میان چین و تاجیکستان است. به‌طور تاریخی دو گذرگاه بئیک (Beyik Pass) و نزاتاش (Nezatash Pass) نیز به‌طور متقاطع وجود داشت.